# Moïse Maatouk
Moïse Maatouk, né le 17 février 1949 à Bizerte (Tunisie), est un réalisateur et scénariste de documentaires et de films français. 

## Œuvres
- Isabelle 1973 : scénariste et réalisateur
- La Passion d'une femme sans cœur 1975 : scénariste et réalisateur
- Le baiser au cinéma 1977 : scénariste et réalisateur
- Entractes d'avant guerre 1978 : scénariste et réalisateur
- Les quatre-vingts ans d'Arletty 1978 : scénariste et réalisateur
- Hommage à Charlie Chaplin 1978 : scénariste et réalisateur
- Sarah Bernhardt la première star 1979 : scénariste et réalisateur
- Jean Renoir 1979 : scénariste et réalisateur
- Une valse à cent ans 1980 :  scénariste et réalisateur
- Histoire du film annonce 1981 : scénariste et réalisateur
- Les films annonces de Stanley Kubrick 1981 : scénariste et réalisateur
- Arletty raconte Arletty 1988 : scénariste et réalisateur
- Le Dîner des bustes 1988 : scénariste et réalisateur
- Michel Simon 1995 : scénariste et réalisateur

## Récompenses
- Grand prix court métrage au Festival international du film de Catalogne (à Sitges) 1988
- Grand prix court métrage au Festival international du film fantastique de Bruxelles 1989
- Grand prix court métrage aux Rencontres cinématographiques internationales de Prades 1988
- Grand prix court métrage au Festival du film d'humour de Chamrousse 1989